# Колесникова (деревня)
Коле́сникова — деревня в Железногорском районе Курской области. Входит в состав Рышковского сельсовета.

## География
Расположена в юго-восточной части района, в 27 км к юго-востоку от Железногорска на правом берегу реки Усожи. Высота над уровнем моря — 187 м. К северо-западу от деревни находится балка Попов Лог, к юго-востоку примыкает деревня Овсянниково. Напротив Колесниковой, на левом берегу Усожи, расположен хутор Ясная Поляна.

## История
По данным 1-й ревизии 1719 года в Колесниковой жили однодворцы Фенины (3 двора), Басовы, Костомаровы, Кретовы, Сотниковы, Спицыны (по 1 двору), а также подьячий Макар Васильевич Фенин, которому принадлежали 4 души мужского пола «деловых людей». Всего в деревне в то время проживало 62 души мужского пола, из которых 57 были однодворцами. С учётом женского пола население Колесниковой составляло около 130 человек.
В XVII—XVIII веках деревня входила в состав Усожского стана Курского уезда. В 1779 году вошла в состав Фатежского уезда. Колесникова была частью прихода храма Архангела Михаила села Шатохино. 
В 1-й половине XIX века население Колесниковой, состоявшее исключительно из однодворцев, входило в подчинение казённой Шаховской волости. С 1861 года до начала 1880-х годов деревня входила в состав Игинской волости Фатежского уезда. В 1862 году в бывшей казённой деревне Колесниковой было 24 двора, проживало 262 человека (139 мужского пола и 123 женского). В пореформенный период деревня состояла из одной крестьянской общины. С начала 1880-х годов Колесникова числилась в составе Нижнереутской волости. По данным земской переписи 1883 года в деревне было 11 дворов Сотниковых. В 1900 году в деревне проживало 659 человек (367 мужского пола и 292 женского), а в 1905 году — 485 (247 мужского пола и 238 женского). 
В начале XX века Колесникова была центром производства колёс для телег и экипажей в Фатежском уезде. Сначала здесь действовали 2—3 мастерские по производству колёс, затем их число выросло до 12. Со временем колёсное производство через вольнонаёмных рабочих распространилось в соседние селения: Гнездилово, Козюлькину, Любаж, Нижний Реут, Овсянниково. Каждая мастерская изготавливала до 100 и более станов колёс в год. Цена стана колёс составляла, в среднем, до 10 рублей. Также в Колесниковой были мастерские по изготовлению саней. В 1903 году на Курской кустарной выставке был представлен стан колёс для лёгких экипажей, стан для телег и сани, изготовленные жителем Колесниковой Василием Михайловичем Солнцевым.
После установления советской власти Колесникова вошла в состав Басовского сельсовета. С 1928 года в составе Фатежского района. В 1935—1963 годах вместе с Басовским сельсоветом входила в состав Верхнелюбажского района. В 1937 году в деревне было 50 дворов. Во время Великой Отечественной войны, с октября 1941 года по февраль 1943 года, деревня находилась в зоне немецкой оккупации. В 1963—1991 годах снова в составе Фатежского района. В декабре 1991 года, вместе с Басовским сельсоветом, была передана в Железногорский район. В 2017 году, с упразднением Басовского сельсовета, деревня была передана в Рышковский сельсовет.

## Население
| 1862 | 1883 | 1905 | 1979 | 2002 | 2010 |
| ---- | ---- | ---- | ---- | ---- | ---- |
| 262  | ↗393 | ↗485 | ↘75  | ↘31  | ↘22  |